# LaPhonso Ellis
LaPhonso Darnell Ellis (* 5. Mai 1970 in East St. Louis, Illinois) ist ein ehemaliger US-amerikanischer Basketballspieler. Ellis spielte 11 Jahre in der NBA.

## Karriere
Ellis spielte vier Jahre für die University of Notre Dame, wo er als Starspieler der Fightin' Irish das Team 1992 in das NIT-Finale führte. Er verließ das College als bester Shotblocker der Teamgeschichte. Im NBA-Draft 1992 wählten ihn die Denver Nuggets ab 5. Stelle aus. Ellis spielte eine gute Rookiesaison, die er mit 14,7 Punkte, 9,1 Rebounds und 1,4 Blocks pro Spiel abschloss und in das NBA All-Rookie First Team berufen wurde. In der Saison 1994–95 erlitt Ellis eine schwere Verletzung, die ihm fast die ganze Saison ausfallen ließ. Auch in den kommenden Jahren schlug sich Ellis mit Verletzungen rum. Die erfolglosen Nuggets führte er in der Saison 1996–97 mit 21,9 Punkten pro Spiel als Topscorer an. 1998 verließ er die Nuggets und wechselte zu den Atlanta Hawks, wo er ein wichtiger Bestandteil der Rotation war. Nach einem weiteren Jahr bei den Minnesota Timberwolves, wechselte Ellis im Sommer 2001 zu den Miami Heat, bei denen er 2003 seiner Karriere beendete. Während seiner Karriere kam Ellis auf einen Karriereschnitt von 11,9 Punkte, 6,5 Rebounds und 1,6 Assists pro Spiel.
Nach seiner Sportlerkarriere begann Ellis 2009 eine Karriere als Analyst für Collegebasketball für den Sportsender ESPN.